# Apanteles azamgarhensis
Apanteles azamgarhensis är en stekelart som beskrevs av S. Ahmad 2005. Apanteles azamgarhensis ingår i släktet Apanteles och familjen bracksteklar. Inga underarter finns listade i Catalogue of Life.